# 宮城亀次郎
宮城 亀次郎（みやぎ かめじろう、1931年3月16日 - 2010年12月12日）は、沖縄県の実業家、帆船模型愛好家である。

## 幼少期
昭和6年(1931)沖繩本島で糸満の漁師の家に生まれた。父は宮城亀、亀と先妻のジルからハル(長姉)、正三郎(長兄)、夏子(次女)が生まれ、後妻のカメから徳次郎(次男)、徳一(三男)、そして亀次郎(四男)が生まれた。幼少期から縄で石を腹にくくられ、海に放り投げられ素潜りの練習をさせられていたという。小6まで糸満に居たが、太平洋戦争末期、沖縄戦の戦火から島内を逃げ回った。昭和20年に終戦を迎え米軍統治の中、工業高校への入学を希望し、夏子に頼んで本土行きの船で密航したが、船は和歌浦で拿捕され密貿易の共謀容疑で逮捕された。進学目的ということで釈放されたが、日本本土での住民票がなかったため入学は叶わなかった。昭和23年徳一が宮城船具店(現在のミヤギ産業)を設立し、26年夏子が幸陽商事を設立した。亀次郎は兄や姉の仕事を手伝った。

## 妻千恵子の生い立ち
千恵子は昭和11年4月10日那覇市本町で生まれた。当時上之山小学校２年生だった千恵子は母親(神里ツル)に連れられ弟(隆)とともに、船で鹿児島へ行き大分県直入郡(現在の竹田市)に疎開していた。父親(神里常徳)は沖縄に残って防衛隊として戦死。終戦を迎え小3で沖縄(石川、現在のうるま市)に帰った。宮森小学校、石川中学校・石川高等学校を卒業、石川市役所に就職した。一年後那覇に戻り沖縄銀行本店に入職した。

## 結婚〜沖縄ペイント設立
亀次郎の姉が千恵子の母(神里ツル)と友人同士で、亀次郎はツルが連れてきた千恵子に一目惚れした。千恵子に会いたい一心で糸満から石川（現在のうるま市)までバイクで行き、また会う口実を作るためにバイクを置いてバスで帰った。26歳にしては髪が薄くなり始めていたため、亀次郎の姉が結婚を急がせた。昭和32年亀次郎は千恵子と結婚し牧志に住んだ。千恵子が市役所勤務の経験から適当に作った本籍“牧志１丁目１番地”は実際には存在しない。新婚旅行で二人は船で大阪に遊びに行き、取引先のカナエ塗料などに挨拶回りをした。翌年千恵子は長女の妊娠を機に石川市役所を退職、昭和33年に長女綾子が生まれ、38年に長男靖が生まれた。昭和38年(1963)亀次郎は独立し塗料会社(株)沖縄ペイントを設立した。

## 家族
昭和43年に那覇市泊に転居した。昭和45年、家族4人、兄徳一とその子供たちと大阪万国博覧会に観光旅行に行った。帰りは北海道まで足を伸ばし昭和新山を観光した。昭和新山から下山の際に6歳の靖がいないことに気付き慌てて火口近くまで探しに行った。煙を噴く火口がとても珍しくもう少し見ていたかった靖は何故父が怒っているのかよくわからなかった。

## 趣味
当時は珍しかった洋蘭を栽培しカナリアを飼った。また幼い頃から漁船を見て育ち、船舶塗料を扱い、FRPによる小型船舶の製造にも関わっていたため、帆船模型に手を出すようになっていた。趣味が高じて平成3年帆船模型の会「アンカー」を創設。

## 晩年
死ぬ前日まで大好きな進貢船模型の製作に没頭していた。平成22年12月12日朝倦怠感のために起床出来ず、妻千恵子がその異状に気付き救急車を要請し大浜第一病院に搬送されたが、その夜帰らぬ人となった。急性腎不全だった。
生前から医学歯学の教育・研究への思いが強く琉球大学でいご会に入会。没後は篤志献体され、平成25年1月28日、琉球大学医学部長（須加原一博）文部科学大臣（下村博文）より感謝状を贈られた。

## 新聞
- 平成2年(1990) 2月13日 沖縄タイムス 「58歳 エンジョイ余暇」
- 平成5年(1993) 6月26日 琉球新報 「62歳 遊びの達人」
- 平成6年(1994) 9月12日 琉球新報 写真集「うみやからあ 海の勇者」
- 平成6年(1994) 9月17日 沖縄タイムス 「63歳 大海原を駆ける熱き夢」
- 平成6年(1994) 9月20日 沖縄タイムス 写真集「うみやからあ 海の勇者」
- 平成6年(1994) 9月22日 琉球新報 「話の卵」
- 平成6年(1994) 10月24日  沖縄タイムス英語版 Weekly Times: Personality; "Master Model Boat Builder"
- 平成8年(1996) 1月9日 琉球新報 「海へのあこがれ育てて　市に帆船模型寄贈」
- 平成8年(1996) 1月9日 沖縄タイムス 「帆船の模型52隻を寄贈 30年の経験 市民に」
- 平成9年(1997) 4月14日 琉球新報 「友好の精神誇りに　アンカーの会プロビデンス号模型をプロビデンス号を語る会に寄贈」
- 平成11年(1999) 9月13日 沖縄タイムス 「万人の技：海に負けない夢の広がり」
- 平成12年(2000) 7月25日 琉球新報 「サークルだよ全員集合：根気のいる作業が魅力 船舶模型の会 アンカー」
- 平成12年(2000) 9月18日 日本経済新聞 「個性：模型に秘める海人(うみんちゅ)の心」
- 平成15年(2003) 7月3日 沖縄タイムス 「30年かけ帆船50点 宮城さん 模型を糸満市に寄贈」
- 平成17年(2005) 9月27日 沖縄タイムス 「精巧な帆船模型に感嘆 琉銀泊支店」

## 感謝状・表彰状
- 昭和51年 1月 沖縄国際海洋博覧会の開催運営に貢献 第一クラフト販売 代表取締役 （財団法人沖縄国際海洋博覧会協会 会長 大濱信泉）
- 昭和63年 12月 2日 海上保安庁40周年記念行事「海上保安展」における帆船模型展示により海上保安業務の理解及び海上保安思想の普及に協力 沖縄ペイント株式会社代表取締役 （第11管区海上保安本部長 合崎功）
- 平成3年 5月29日 那覇市市制70周年記念事業における帆船模型寄贈 沖縄ペイント株式会社代表取締役 （那覇市長 親泊康晴）
- 平成8年 1月8日 那覇市に帆船模型を寄贈 （那覇市長 親泊康晴）
- 平成9年 5月18日 アンカーの会 （プロヴィデンス号来航200年記念祭実行委員長 安谷屋昭 プロヴィデンス号を語る会会長 仲間章郎）
- 平成12年 8月2日 多年にわたる那覇市の観光振興に寄与 （那覇市長 翁長雄志）
- 平成13年 5月20日 一般公益功労部門 那覇市の発展ならびに公共の福祉増進に貢献 （那覇市制施行80周年 那覇市長 翁長雄志）
- 平成15年 8月19日 久茂地松山大通り会創立40周年 第11代会長として貢献 （久茂地松山大通り会 会長 真栄城徳七）

## 著書
「うみやからぁ 海の勇者」宮城 亀次郎 著, 関谷 修一 監修（1994年 エイトマン）BN13179546